# Bertil Hoorn
Bertil Hoorn, född 20 juni 1925 i Vetlanda, död 4 november 1997 i Jönköping, var svensk öronläkare, professor vid Umeå universitet inom mikrobiolog med särskild inriktning på virologi. Hans forskning bidrog till identifieringen av coronavirusgruppen.
Hoorn tog studentexamen i Växjö 1947 varefter medicinstudier följde i Lund där han blev medicine kandidat 1950, medicine licentiat 1956 och legitimerad läkare samma år. År 1966 doktorerade Hoorn på avhandlingen Organ Cultures of Cillated Epithelium for the Study of Respiratory viruses och under sista yrkesverksamma åren återvände han till hemtrakterna som överläkare vid bakteriologiska/mikrobiologiska laboratoriet i Jönköping.
I början av 1960-talet forskade Hoorn i Lund på möjligheten att använda mänskliga celler för att skapa cellkulturer för odling av virus. Det är svårt att hålla konventionella odlingsmedier för virus, som baseras på serum och andra organiska beståndsdelar fria från föroreningar. Hoorn utvecklade en odlingsteknik för cilieförsedda celler där mediets beståndsdelar bestod helt av syntetiska, väldefinierade komponenter och som därmed kunde hållas fria från föroreningar, som skulle skada cellerna. Användning av detta odlingsmedium medförde att virusarter som inte kunnat odlas tidigare nu blev möjliga att undersöka. Ett resultat av detta blev upptäckten av de första humanpatogena virusarterna inom coronavirusgruppen. Ett samarbete etablerades sedan med forskaren David Tyrell och hans Common Cold Research Unit i Salisbury i södra England. Med hjälp av Hoorns cellkulturer lyckades forskningscentret att odla och beskriva de två första kända coronavirusarter som infekterar människan, nämligen humant coronavirus 229E och humant coronavirus B814, den senare en sannolikt numer utdöd stam.